# Garry Leach
Pour les articles homonymes, voir Leach.
Garry Leach (né le 19 septembre 1954 et mort le 26 mars 2022) est un auteur britannique de bande dessinée.

## Biographie
En 1978, Garry Leach débute dans 2000 AD où il collabore à diverses séries (Tharg's Future Shocks (en), Dan Dare, Judge Dredd, The V.C.s (en). En 1981, il rejoint Quality Communications comme directeur artistique. Il participe à la revue de cette maison d'édition Warrior, où il est le premier dessinateur de la reprise de Miracleman par Alan Moore. En 1999-2001, il encre les dessins de John McCrea sur une trentaine d'épisodes du Hitman de DC Comics.
Garry Leach meurt le 26 mars 2022 à l'âge de 67 ans.

## Récompenses
- 1983 : Prix Eagle de la meilleure histoire par un auteur britannique pour Marvelman dans Warrior n° 1-3 et 5-6 (avec Alan Moore)
- 1990 : Prix Harvey de la meilleure anthologie pour A1 (avec Dave Elliott)
- 1999 : Prix Eisner du meilleur numéro (Best Single Issue) pour Hitman n° 34 : « Of Thee I Sing » (avec Garth Ennis et John McCrea)